# Чикаго Хајтс (Илиноис)
Чикаго Хајтс (енгл. Chicago Heights) град је у америчкој савезној држави Илиноис. По попису становништва из 2010. у њему је живело 30.276 становника.

## Демографија
Према попису становништва из 2010. у граду је живело 30.276 становника, што је 2.500 (7,6%) становника мање него 2000. године.
| Група             | 2000.          | 2010.          |
| Белци             | 12.062 (36,8%) | 7.062 (23,3%)  |
| Афроамериканци    | 12.421 (37,9%) | 12.573 (41,5%) |
| Азијати           | 144 (0,4%)     | 107 (0,4%)     |
| Хиспаноамериканци | 7.790 (23,8%)  | 10.254 (33,9%) |
| Укупно            | 32.776         | 30.276         |